# Gisela Fischer
Gisela Charlotte Fischer (Saarbrücken, 1 de março de 1938) é uma médica alemã. Foi professora da Escola de Medicina de Hannover.

## Premiações
- 2011 - Medalha Paracelso